# 5180 Оно
5180 Оно (5180 Ohno) — астероїд головного поясу, відкритий 6 квітня 1989 року.
Тіссеранів параметр щодо Юпітера — 3,521.
Названо на честь Оно (яп. おおの(大野) о:но)